# Morti nel 1401
| Questa pagina contiene informazioni ricavate automaticamente dalle voci biografiche con l'ausilio del template Bio e di un bot. L'aggiornamento è periodico e automatico e ricostruisce completamente la pagina. Se manca una persona in questa lista, sei pregato di non aggiungerla, ma accertati piuttosto che la sua voce biografica contenga il template Bio e che i dati anagrafici siano correttamente compilati. Se il template Bio manca, inseriscilo tu stesso o, in alternativa, metti l'avviso {{tmp\|Bio}} che ne segnala la mancanza. Se i dati riportati sono sbagliati, correggi direttamente la voce biografica; le modifiche saranno visibili in questa lista entro pochi giorni. Per chiarimenti vedi il progetto biografie. La lista contiene solo le 23 persone che sono citate nell'enciclopedia e per le quali è stato implementato correttamente il template Bio. Pagina aggiornata al 13 gen 2025. |

- 13 gennaio - Guglielmo d'Aigrefeuille il Giovane, cardinale francese (n. 1339)
- 25 marzo - Maria di Sicilia, duchessa (n. 1363)
- 18 maggio - Ladislao II di Opole, nobile polacco
- 21 maggio - Bertrand de Chanac, cardinale e patriarca cattolico francese
- 26 maggio - Andrea Franchi, vescovo cattolico italiano (n. 1335)
- 8 agosto - Thomas de Beauchamp, XII conte di Warwick, militare e politico inglese (n. 1338)
- 20 ottobre - Klaus Störtebeker, pirata tedesco (n. 1360)
- 4 novembre - Bartolomeo da Rinonico, religioso italiano
- 6 novembre - Battista Boccanegra, politico italiano
- Arnaud-Amanieu VIII d'Albret, militare e politico francese (n. 1338)
- Andronico Asen' Zaccaria, nobile italiano
- Annabella Drummond, regina (n. 1350)
- Giovanni II di Berry, conte francese (n. 1363)
- Michele di Lando, politico italiano (n. 1343)
- Gödeke Michels, pirata tedesco
- Cola Petruccioli, pittore italiano
- Hermann Poll, medico, astrologo e cembalaro austriaco (n. 1370)
- Pileo da Prata, cardinale e arcivescovo cattolico italiano
- Magister Wigbold, pirata tedesco (n. 1365)
- Antonio da Saluzzo, arcivescovo cattolico italiano
- Arrigo della Rocca, nobile italiano (n. 1340)
- Giovanni II di Empúries, principe (n. 1375)
- Wennemar von Brüggenei